# スペタム

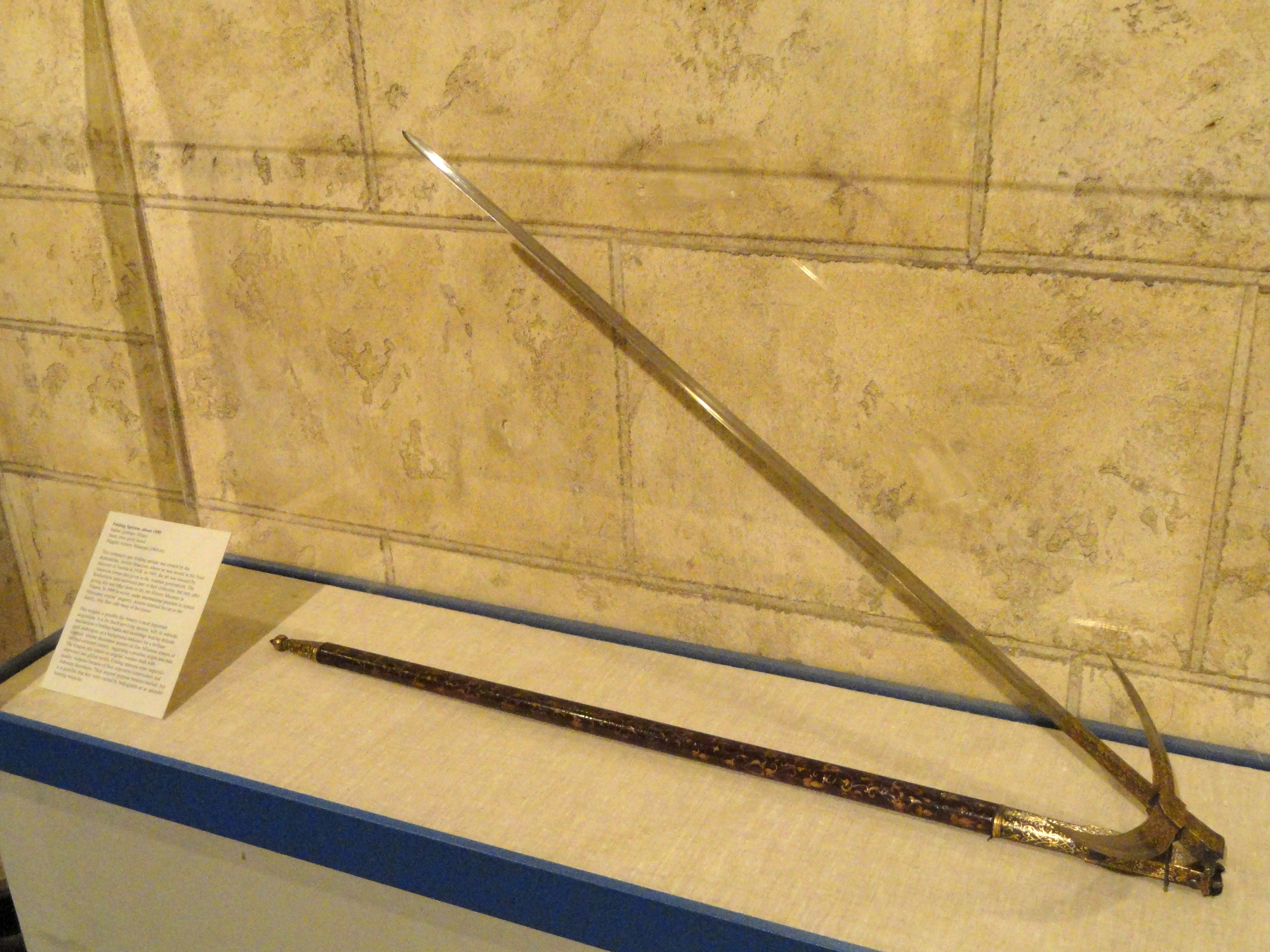
1550年頃のイタリアのスペタム。刀身部と柄の境目の場所で折りたためるようになっている。

スペタム（英語：Spetum）とは、13-16世紀のヨーロッパで使われた刀身の根元の両脇に穂がある槍で、折り畳み式など数多くのデザインが作られた。刀身部と柄の境目の場所で折りたためるようになっており、展開すると槍となる。
別名にchauve souris、corseca、corsèsque、korseke、runka、rawconなどがある。